# Sitora Duszanbe
Sitora Duszanbe (tadż. Клуби футболи «Ситора» Душанбе) – tadżycki klub piłkarski, mający siedzibę w stolicy kraju, Duszanbe.

## Historia
Chronologia nazw:
- 1990: Sitora Duszanbe (ros. «Ситора» Душанбе)

Piłkarski klub Sitora został założony w miejscowości Duszanbe w 1990 roku. W 1992 zespół debiutował w pierwszych niepodległych rozgrywkach Wyższej Ligi Tadżykistanu. W debiutowym sezonie zajął 10. miejsce w końcowej klasyfikacji. Pierwszy sukces przyszedł w następnym 1993 roku, kiedy to klub zdobył mistrzostwo i Puchar kraju. W 1994 debiutował w rozgrywkach pucharów azjatyckich. Po zakończeniu sezonu 1997 z powodów finansowych klub został rozformowany.

## Sukcesy

### Trofea międzynarodowe
| \| \| Zdobyte trofea w rozgrywkach międzynarodowych (stan na: 31-12-2015) \| |                                                                     |      |          |
| Rozgrywki                                                                    | Osiągnięcie                                                         | Razy | Sezon(y) |
| · Liga Mistrzów AFC                                                          | zdobywca                                                            | 0    |          |
| · Liga Mistrzów AFC                                                          | finalista                                                           | 0    |          |
| · Liga Mistrzów AFC                                                          | runda wstępna                                                       | 1    | 1994/95  |
| Puchar AFC                                                                   | zdobywca                                                            | 0    |          |
| Puchar AFC                                                                   | finalista                                                           | 0    |          |
| Azjatycki Puchar Zdobywców                                                   | zdobywca                                                            | 0    |          |
| Azjatycki Puchar Zdobywców                                                   | finalista                                                           | 0    |          |
| Puchar Prezydenta AFC                                                        | zdobywca                                                            | 0    |          |
| Puchar Prezydenta AFC                                                        | finalista                                                           | 0    |          |
| FIFA                                                                         | Zdobyte trofea w rozgrywkach międzynarodowych (stan na: 31-12-2015) |      |          |

### Trofea krajowe
| \| \| Zdobyte trofea w rozgrywkach Tadżykistanu (stan na: 31-12-2015) \| |                                                                 |      |            |
| Rozgrywki                                                                | Osiągnięcie                                                     | Razy | Sezon(y)   |
| Mistrzostwo                                                              | I miejsce                                                       | 2    | 1993, 1994 |
| Mistrzostwo                                                              | II miejsce                                                      | 1    | 1996       |
| Mistrzostwo                                                              | III miejsce                                                     | 1    | 1995       |
| Puchar                                                                   | zdobywca                                                        | 1    | 1993       |
| Puchar                                                                   | finalista                                                       | 0    |            |
| II liga                                                                  | I miejsce                                                       | 0    |            |
| II liga                                                                  | II miejsce                                                      | 0    |            |
| II liga                                                                  | III miejsce                                                     | 0    |            |
| Tadżykistan                                                              | Zdobyte trofea w rozgrywkach Tadżykistanu (stan na: 31-12-2015) |      |            |

- Puchar WNP:
  - 4. miejsce w grupie: 1994, 1995

## Stadion
Klub rozgrywał swoje mecze domowe na Centralnym stadionie republikańskim (były stadion im. Frunze, Pamir) w Duszanbe, który może pomieścić 21 400 widzów.

## Piłkarze
Znani piłkarze:
| - Orif Bobohonow - Hikmat Fuzajlow - Rahmatullo Fuzajlow - Umed Habibullojew - Nosir Hamidow - Rustam Hodżajew - Denis Knitel | - Rustam Kurbanow - Bahtijor Salohitdinow - Nadżmiddin Tolibow - Aliszer Tuhtajew - Ahliddin Turdijew - Abdullo Umarbojew |

## Trenerzy
- 1992–1994:  Zoir Bobojew

...